# 치드케누

## 치드케누
주식회사 치드케누(영어: TSIDKENU)는 대한민국의 미용 의료기기 기업이다.

## 역사
2020.03 설립하였으며, 의료기기 무역 및 수출업체이다. 

## 제품
의료용 실 'Liftera', 산소테라피 미용기기 O2toderm, Filler, Skin Booster